# Mali Cirnik pri Šentjanžu
Mali Cirnik pri Šentjanžu is een plaats in Slovenië en maakt deel uit van de gemeente Šentrupert in de NUTS-3-regio Jugovzhodna Slovenija. De plaats telde 86 inwoners op 1 januari 2020.